# Maria Antonia van Beieren

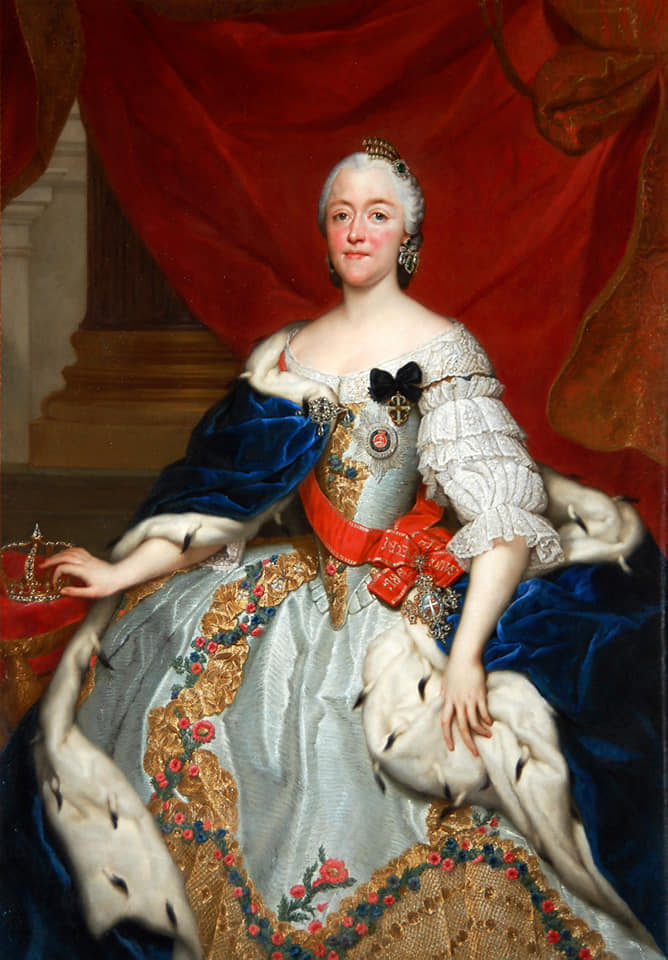
Portret van Maria Antonia van Beieren door Anton Raphael Mengs, 1752.

Maria Antonia Walpurgis Symphorosa van Beieren (München, 18 juli 1724 — Dresden, 23 april 1780) was van oktober tot december 1763 keurvorstin en van 1763 tot 1768 regentes van Saksen. Ze behoorde tot het Huis Wittelsbach. Daarnaast was ze actief als mecenas, componiste, operazangeres en schilderes.

## Levensloop
Maria Antonia was de tweede dochter van keurvorst Karel Albrecht van Beieren, van 1742 tot 1745 onder de naam Karel VII tevens keizer van het Heilige Roomse Rijk, uit diens huwelijk met Maria Amalia van Oostenrijk, dochter van keizer Jozef I van het Heilige Roomse Rijk. Als oudste dochter die haar jeugd overleefde was ze een begeerde prinses, waardoor ze een opvoeding kreeg die bij haar stand paste. Zo leerde ze schilderen, poëzie en het bespelen van instrumenten.
Op 29 juni 1747 huwde ze in Dresden met keurprins Frederik Christiaan van Saksen (1722-1763), haar neef in de eerste graad. Tijdens de Zevenjarige Oorlog moest het echtpaar in 1759 wegvluchten voor de Pruisen, waarna ze enkele jaren in Praag en München woonden. In oktober 1763 volgde Frederik Christiaan zijn vader Frederik August II op als keurvorst van Saksen. Na een bewind van tien weken overleed hij in december 1763 echter aan de pokken. Aangezien de oudste zoon van Frederik Christiaan en Maria Antonia, Frederik August III, nog minderjarig was, regeerde Maria Antonia tot 1768 als regent over het keurvorstendom Saksen, samen met haar schoonbroer Frans Xavier van Saksen. In 1765 gaf Frans Xavier namens zijn neef de rechten op de Poolse troon op, wat op zware tegenstand van Maria Antonia stuitte, gezien het prestigeverlies wat dit veroorzaakte.
Maria Antonia was tevens actief als onderneemster. In 1763 stichtte ze nabij Naundorf een katoenfabriek en vanaf 1766 bezat ze een Beierse brouwerij in Dresden. Ook was ze lid van de Orde van de Slavinnen van de Deugd, in wiens ordegewaad ze werd begraven. Aan het einde van haar leven schreef ze een verhandeling over het omgaan met de dood: Von der Befestigung des Gemütes gegen die Schrecken des Todes.
Ze overleed in april 1780 op 55-jarige leeftijd en werd bijgezet in de Katholische Hofkirche van Dresden.

## Maria Antonia als kunstenares
Haar ouders vierden de geboorte van Maria Antonia met de opvoering van de opera Amadis de Grecia van Pietro Torri. In haar jeugd kreeg ze muzieklessen van de gerenommeerde operacomponisten Giovanni Battista Ferrandini en Nicola Porpora. Op haar huwelijksfeest weerklonken de opera's Le nozze d'Ercole et d'Ebe van Christoph Willibald Gluck en La Spartana van Johann Adolf Hasse. In Dresden zette ze haar muziekopleiding voort bij Hasse en Porpora. Ze hield voornamelijk van het genre van de opera seria en bij de opvoering van haar eigen werken aan het hof trad ze op als zangeres en cimbeliste. In 1747 werd Maria Antonia bovendien opgenomen in de Accademia dell'Arcadia in Rome, een internationale literaire academie en instelling voor de hervorming van de opera.
Ze was de mecenas van verschillende kunstenaars en wetenschappers, maar ook van kapelmeester Johann Gottlieb Naumann en de schildersfamilie Mengs.

## Nakomelingen
Maria Antonia en haar echtgenoot Frederik Christiaan kregen negen kinderen:
- Kort na de geboorte gestorven zoon (1748)
- Frederik August III (1750-1827), keurvorst en later koning van Saksen
- Karel Maximiliaan (1752-1781), Keursaksisch officier en regimentshoofd
- Jozef Maria (1754-1763)
- Anton Clemens Theodoor (1755-1836), koning van Saksen
- Marie Amelia (1757-1813), huwde in 1774 met Karel II August van Palts-Zweibrücken
- Maximiliaan (1759–1838), erfprins van Saksen
- Maria Josepha Magdalena (1761-1820)
- Doodgeboren zoon (1762)

## Kwartierstaat
| Ferdinand Maria van Beieren (1636-1679)   | Ferdinand Maria van Beieren (1636-1679)   | Ferdinand Maria van Beieren (1636-1679)   | Ferdinand Maria van Beieren (1636-1679)   | Ferdinand Maria van Beieren (1636-1679)        | Ferdinand Maria van Beieren (1636-1679)        | Henriëtte Adelheid van Savoye (1636-1676)      | Henriëtte Adelheid van Savoye (1636-1676)      | Henriëtte Adelheid van Savoye (1636-1676)      | Henriëtte Adelheid van Savoye (1636-1676)      | Henriëtte Adelheid van Savoye (1636-1676) | Henriëtte Adelheid van Savoye (1636-1676) |                                       |                                       | Jan III Sobieski (1629-1696)   | Jan III Sobieski (1629-1696)   | Jan III Sobieski (1629-1696)               | Jan III Sobieski (1629-1696)               | Jan III Sobieski (1629-1696)               | Jan III Sobieski (1629-1696)               | Marie Casimire Louise de la Grange d’Arquien (1641-1716) | Marie Casimire Louise de la Grange d’Arquien (1641-1716) | Marie Casimire Louise de la Grange d’Arquien (1641-1716) | Marie Casimire Louise de la Grange d’Arquien (1641-1716) | Marie Casimire Louise de la Grange d’Arquien (1641-1716) | Marie Casimire Louise de la Grange d’Arquien (1641-1716) |                                               |                                               | Leopold I van Oostenrijk (1640-1705)          | Leopold I van Oostenrijk (1640-1705)          | Leopold I van Oostenrijk (1640-1705) | Leopold I van Oostenrijk (1640-1705) | Leopold I van Oostenrijk (1640-1705)   | Leopold I van Oostenrijk (1640-1705)   | Eleonora van Palts-Neuburg (1655-1720) | Eleonora van Palts-Neuburg (1655-1720) | Eleonora van Palts-Neuburg (1655-1720) | Eleonora van Palts-Neuburg (1655-1720) | Eleonora van Palts-Neuburg (1655-1720)  | Eleonora van Palts-Neuburg (1655-1720)  |                                            |                                            | Johan Frederik van Brunswijk-Lüneburg (1625-1679) | Johan Frederik van Brunswijk-Lüneburg (1625-1679) | Johan Frederik van Brunswijk-Lüneburg (1625-1679)    | Johan Frederik van Brunswijk-Lüneburg (1625-1679)    | Johan Frederik van Brunswijk-Lüneburg (1625-1679)    | Johan Frederik van Brunswijk-Lüneburg (1625-1679)    | Benedicta Henriette van de Palts (1652-1730)         | Benedicta Henriette van de Palts (1652-1730)         | Benedicta Henriette van de Palts (1652-1730) | Benedicta Henriette van de Palts (1652-1730) | Benedicta Henriette van de Palts (1652-1730) | Benedicta Henriette van de Palts (1652-1730) |  |  |  |  |  |  |  |  |  |  |  |  |  |  |  |  |  |  |  |  |  |  |  |  |  |  |  |  |  |  |  |  |  |  |  |  |  |  |  |  |  |  |  |  |  |  |  |  |
| Ferdinand Maria van Beieren (1636-1679)   | Ferdinand Maria van Beieren (1636-1679)   | Ferdinand Maria van Beieren (1636-1679)   | Ferdinand Maria van Beieren (1636-1679)   | Ferdinand Maria van Beieren (1636-1679)        | Ferdinand Maria van Beieren (1636-1679)        | Henriëtte Adelheid van Savoye (1636-1676)      | Henriëtte Adelheid van Savoye (1636-1676)      | Henriëtte Adelheid van Savoye (1636-1676)      | Henriëtte Adelheid van Savoye (1636-1676)      | Henriëtte Adelheid van Savoye (1636-1676) | Henriëtte Adelheid van Savoye (1636-1676) |                                       |                                       | Jan III Sobieski (1629-1696)   | Jan III Sobieski (1629-1696)   | Jan III Sobieski (1629-1696)               | Jan III Sobieski (1629-1696)               | Jan III Sobieski (1629-1696)               | Jan III Sobieski (1629-1696)               | Marie Casimire Louise de la Grange d’Arquien (1641-1716) | Marie Casimire Louise de la Grange d’Arquien (1641-1716) | Marie Casimire Louise de la Grange d’Arquien (1641-1716) | Marie Casimire Louise de la Grange d’Arquien (1641-1716) | Marie Casimire Louise de la Grange d’Arquien (1641-1716) | Marie Casimire Louise de la Grange d’Arquien (1641-1716) |                                               |                                               | Leopold I van Oostenrijk (1640-1705)          | Leopold I van Oostenrijk (1640-1705)          | Leopold I van Oostenrijk (1640-1705) | Leopold I van Oostenrijk (1640-1705) | Leopold I van Oostenrijk (1640-1705)   | Leopold I van Oostenrijk (1640-1705)   | Eleonora van Palts-Neuburg (1655-1720) | Eleonora van Palts-Neuburg (1655-1720) | Eleonora van Palts-Neuburg (1655-1720) | Eleonora van Palts-Neuburg (1655-1720) | Eleonora van Palts-Neuburg (1655-1720)  | Eleonora van Palts-Neuburg (1655-1720)  |                                            |                                            | Johan Frederik van Brunswijk-Lüneburg (1625-1679) | Johan Frederik van Brunswijk-Lüneburg (1625-1679) | Johan Frederik van Brunswijk-Lüneburg (1625-1679)    | Johan Frederik van Brunswijk-Lüneburg (1625-1679)    | Johan Frederik van Brunswijk-Lüneburg (1625-1679)    | Johan Frederik van Brunswijk-Lüneburg (1625-1679)    | Benedicta Henriette van de Palts (1652-1730)         | Benedicta Henriette van de Palts (1652-1730)         | Benedicta Henriette van de Palts (1652-1730) | Benedicta Henriette van de Palts (1652-1730) | Benedicta Henriette van de Palts (1652-1730) | Benedicta Henriette van de Palts (1652-1730) |  |  |  |  |  |  |  |  |  |  |  |  |  |  |  |  |  |  |  |  |  |  |  |  |  |  |  |  |  |  |  |  |  |  |  |  |  |  |  |  |  |  |  |  |  |  |  |  |
|                                           |                                           |                                           |                                           |                                                |                                                |                                                |                                                |                                                |                                                |                                           |                                           |                                       |                                       |                                |                                |                                            |                                            |                                            |                                            |                                                          |                                                          |                                                          |                                                          |                                                          |                                                          |                                               |                                               |                                               |                                               |                                      |                                      |                                        |                                        |                                        |                                        |                                        |                                        |                                         |                                         |                                            |                                            |                                                   |                                                   |                                                      |                                                      |                                                      |                                                      |                                                      |                                                      |                                              |                                              |                                              |                                              |  |  |  |  |  |  |  |  |  |  |  |  |  |  |  |  |  |  |  |  |  |  |  |  |  |  |  |  |  |  |  |  |  |  |  |  |  |  |  |  |  |  |  |  |  |  |  |  |
|                                           |                                           |                                           |                                           | Maximiliaan II Emanuel van Beieren (1662-1726) | Maximiliaan II Emanuel van Beieren (1662-1726) | Maximiliaan II Emanuel van Beieren (1662-1726) | Maximiliaan II Emanuel van Beieren (1662-1726) | Maximiliaan II Emanuel van Beieren (1662-1726) | Maximiliaan II Emanuel van Beieren (1662-1726) |                                           |                                           |                                       |                                       |                                |                                | Theresia Kunigunde Sobieska (1676-1730)    | Theresia Kunigunde Sobieska (1676-1730)    | Theresia Kunigunde Sobieska (1676-1730)    | Theresia Kunigunde Sobieska (1676-1730)    | Theresia Kunigunde Sobieska (1676-1730)                  | Theresia Kunigunde Sobieska (1676-1730)                  |                                                          |                                                          |                                                          |                                                          |                                               |                                               |                                               |                                               |                                      |                                      | Jozef I van Oostenrijk (1678-1711)     | Jozef I van Oostenrijk (1678-1711)     | Jozef I van Oostenrijk (1678-1711)     | Jozef I van Oostenrijk (1678-1711)     | Jozef I van Oostenrijk (1678-1711)     | Jozef I van Oostenrijk (1678-1711)     |                                         |                                         |                                            |                                            |                                                   |                                                   | Amalia Wilhelmina van Brunswijk-Lüneburg (1673-1742) | Amalia Wilhelmina van Brunswijk-Lüneburg (1673-1742) | Amalia Wilhelmina van Brunswijk-Lüneburg (1673-1742) | Amalia Wilhelmina van Brunswijk-Lüneburg (1673-1742) | Amalia Wilhelmina van Brunswijk-Lüneburg (1673-1742) | Amalia Wilhelmina van Brunswijk-Lüneburg (1673-1742) |                                              |                                              |                                              |                                              |  |  |  |  |  |  |  |  |  |  |  |  |  |  |  |  |  |  |  |  |  |  |  |  |  |  |  |  |  |  |  |  |  |  |  |  |  |  |  |  |  |  |  |  |  |  |  |  |
|                                           |                                           |                                           |                                           | Maximiliaan II Emanuel van Beieren (1662-1726) | Maximiliaan II Emanuel van Beieren (1662-1726) | Maximiliaan II Emanuel van Beieren (1662-1726) | Maximiliaan II Emanuel van Beieren (1662-1726) | Maximiliaan II Emanuel van Beieren (1662-1726) | Maximiliaan II Emanuel van Beieren (1662-1726) |                                           |                                           |                                       |                                       |                                |                                | Theresia Kunigunde Sobieska (1676-1730)    | Theresia Kunigunde Sobieska (1676-1730)    | Theresia Kunigunde Sobieska (1676-1730)    | Theresia Kunigunde Sobieska (1676-1730)    | Theresia Kunigunde Sobieska (1676-1730)                  | Theresia Kunigunde Sobieska (1676-1730)                  |                                                          |                                                          |                                                          |                                                          |                                               |                                               |                                               |                                               |                                      |                                      | Jozef I van Oostenrijk (1678-1711)     | Jozef I van Oostenrijk (1678-1711)     | Jozef I van Oostenrijk (1678-1711)     | Jozef I van Oostenrijk (1678-1711)     | Jozef I van Oostenrijk (1678-1711)     | Jozef I van Oostenrijk (1678-1711)     |                                         |                                         |                                            |                                            |                                                   |                                                   | Amalia Wilhelmina van Brunswijk-Lüneburg (1673-1742) | Amalia Wilhelmina van Brunswijk-Lüneburg (1673-1742) | Amalia Wilhelmina van Brunswijk-Lüneburg (1673-1742) | Amalia Wilhelmina van Brunswijk-Lüneburg (1673-1742) | Amalia Wilhelmina van Brunswijk-Lüneburg (1673-1742) | Amalia Wilhelmina van Brunswijk-Lüneburg (1673-1742) |                                              |                                              |                                              |                                              |  |  |  |  |  |  |  |  |  |  |  |  |  |  |  |  |  |  |  |  |  |  |  |  |  |  |  |  |  |  |  |  |  |  |  |  |  |  |  |  |  |  |  |  |  |  |  |  |
|                                           |                                           |                                           |                                           |                                                |                                                |                                                |                                                |                                                |                                                | Karel VII Albrecht (1697-1745)            | Karel VII Albrecht (1697-1745)            | Karel VII Albrecht (1697-1745)        | Karel VII Albrecht (1697-1745)        | Karel VII Albrecht (1697-1745) | Karel VII Albrecht (1697-1745) |                                            |                                            |                                            |                                            |                                                          |                                                          |                                                          |                                                          |                                                          |                                                          |                                               |                                               |                                               |                                               |                                      |                                      |                                        |                                        |                                        |                                        |                                        |                                        | Maria Amalia van Oostenrijk (1701-1745) | Maria Amalia van Oostenrijk (1701-1745) | Maria Amalia van Oostenrijk (1701-1745)    | Maria Amalia van Oostenrijk (1701-1745)    | Maria Amalia van Oostenrijk (1701-1745)           | Maria Amalia van Oostenrijk (1701-1745)           |                                                      |                                                      |                                                      |                                                      |                                                      |                                                      |                                              |                                              |                                              |                                              |  |  |  |  |  |  |  |  |  |  |  |  |  |  |  |  |  |  |  |  |  |  |  |  |  |  |  |  |  |  |  |  |  |  |  |  |  |  |  |  |  |  |  |  |  |  |  |  |
|                                           |                                           |                                           |                                           |                                                |                                                |                                                |                                                |                                                |                                                | Karel VII Albrecht (1697-1745)            | Karel VII Albrecht (1697-1745)            | Karel VII Albrecht (1697-1745)        | Karel VII Albrecht (1697-1745)        | Karel VII Albrecht (1697-1745) | Karel VII Albrecht (1697-1745) |                                            |                                            |                                            |                                            |                                                          |                                                          |                                                          |                                                          |                                                          |                                                          |                                               |                                               |                                               |                                               |                                      |                                      |                                        |                                        |                                        |                                        |                                        |                                        | Maria Amalia van Oostenrijk (1701-1745) | Maria Amalia van Oostenrijk (1701-1745) | Maria Amalia van Oostenrijk (1701-1745)    | Maria Amalia van Oostenrijk (1701-1745)    | Maria Amalia van Oostenrijk (1701-1745)           | Maria Amalia van Oostenrijk (1701-1745)           |                                                      |                                                      |                                                      |                                                      |                                                      |                                                      |                                              |                                              |                                              |                                              |  |  |  |  |  |  |  |  |  |  |  |  |  |  |  |  |  |  |  |  |  |  |  |  |  |  |  |  |  |  |  |  |  |  |  |  |  |  |  |  |  |  |  |  |  |  |  |  |
|                                           |                                           |                                           |                                           |                                                |                                                |                                                |                                                |                                                |                                                |                                           |                                           |                                       |                                       |                                |                                |                                            |                                            |                                            |                                            |                                                          |                                                          |                                                          |                                                          |                                                          |                                                          |                                               |                                               |                                               |                                               |                                      |                                      |                                        |                                        |                                        |                                        |                                        |                                        |                                         |                                         |                                            |                                            |                                                   |                                                   |                                                      |                                                      |                                                      |                                                      |                                                      |                                                      |                                              |                                              |                                              |                                              |  |  |  |  |  |  |  |  |  |  |  |  |  |  |  |  |  |  |  |  |  |  |  |  |  |  |  |  |  |  |  |  |  |  |  |  |  |  |  |  |  |  |  |  |  |  |  |  |
|                                           |                                           |                                           |                                           |                                                |                                                |                                                |                                                |                                                |                                                |                                           |                                           |                                       |                                       |                                |                                |                                            |                                            |                                            |                                            |                                                          |                                                          |                                                          |                                                          |                                                          |                                                          |                                               |                                               |                                               |                                               |                                      |                                      |                                        |                                        |                                        |                                        |                                        |                                        |                                         |                                         |                                            |                                            |                                                   |                                                   |                                                      |                                                      |                                                      |                                                      |                                                      |                                                      |                                              |                                              |                                              |                                              |  |  |  |  |  |  |  |  |  |  |  |  |  |  |  |  |  |  |  |  |  |  |  |  |  |  |  |  |  |  |  |  |  |  |  |  |  |  |  |  |  |  |  |  |  |  |  |  |
| Maximiliane Maria van Beieren (1723-1723) | Maximiliane Maria van Beieren (1723-1723) | Maximiliane Maria van Beieren (1723-1723) | Maximiliane Maria van Beieren (1723-1723) | Maximiliane Maria van Beieren (1723-1723)      | Maximiliane Maria van Beieren (1723-1723)      |                                                |                                                | Maria Antonia van Beieren (1724-1780)          | Maria Antonia van Beieren (1724-1780)          | Maria Antonia van Beieren (1724-1780)     | Maria Antonia van Beieren (1724-1780)     | Maria Antonia van Beieren (1724-1780) | Maria Antonia van Beieren (1724-1780) |                                |                                | Theresia Benedicta van Beieren (1725-1743) | Theresia Benedicta van Beieren (1725-1743) | Theresia Benedicta van Beieren (1725-1743) | Theresia Benedicta van Beieren (1725-1743) | Theresia Benedicta van Beieren (1725-1743)               | Theresia Benedicta van Beieren (1725-1743)               |                                                          |                                                          | Maximiliaan III Jozef van Beieren (1727-1777)            | Maximiliaan III Jozef van Beieren (1727-1777)            | Maximiliaan III Jozef van Beieren (1727-1777) | Maximiliaan III Jozef van Beieren (1727-1777) | Maximiliaan III Jozef van Beieren (1727-1777) | Maximiliaan III Jozef van Beieren (1727-1777) |                                      |                                      | Jozef Lodewijk van Beieren (1728-1733) | Jozef Lodewijk van Beieren (1728-1733) | Jozef Lodewijk van Beieren (1728-1733) | Jozef Lodewijk van Beieren (1728-1733) | Jozef Lodewijk van Beieren (1728-1733) | Jozef Lodewijk van Beieren (1728-1733) |                                         |                                         | Maria Anna Josepha van Beieren (1734-1776) | Maria Anna Josepha van Beieren (1734-1776) | Maria Anna Josepha van Beieren (1734-1776)        | Maria Anna Josepha van Beieren (1734-1776)        | Maria Anna Josepha van Beieren (1734-1776)           | Maria Anna Josepha van Beieren (1734-1776)           |                                                      |                                                      | Maria Josepha van Beieren (1739-1767)                | Maria Josepha van Beieren (1739-1767)                | Maria Josepha van Beieren (1739-1767)        | Maria Josepha van Beieren (1739-1767)        | Maria Josepha van Beieren (1739-1767)        | Maria Josepha van Beieren (1739-1767)        |  |  |  |  |  |  |  |  |  |  |  |  |  |  |  |  |  |  |  |  |  |  |  |  |  |  |  |  |  |  |  |  |  |  |  |  |  |  |  |  |  |  |  |  |  |  |  |  |

- Biblioteca Nacional de España: XX5115371
- Bibliothèque nationale de France: cb12311193h (data)
- Gemeinsame Normdatei: 118781871
- International Standard Name Identifier: 0000 0001 0870 4887
- Library of Congress Control Number: nr90014598
- Nationale Bibliotheek van Letland: 000050367
- MusicBrainz: b358ccaf-9810-446e-88d4-3d524a690b2f
- Nationale Bibliotheek van Tsjechië: jo20191019864
- Nationale Bibliotheek van Israël: 987007288538405171
- Nationale Bibliotheek van Polen: a0000002124767
- Nederlandse Thesaurus van Auteursnamen: 288968018
- Réseau des bibliothèques de Suisse occidentale: 02-A018811606
- RKD-Nederlands Instituut voor Kunstgeschiedenis: 491465
- LIBRIS: 383484
- Système universitaire de documentation: 08020063X
- Virtual International Authority File: 307173221
- WorldCat: E39PCjvDpWXJBbjXV7PjGHGhtq